# Мікаель Андерссон
Мікаель Андерссон (швед. Mikael Andersson; нар. 10 травня 1966, Мальме) — колишній шведський хокеїст, що грав на позиції крайнього нападника. Грав за збірну команду Швеції.
Провів понад 700 матчів у Національній хокейній лізі.

## Ігрова кар'єра
Хокейну кар'єру розпочав 1985 року виступами за команду «Рочестер Американс» в АХЛ.
1984 року був обраний на драфті НХЛ під 18-м загальним номером командою «Баффало Сейбрс».
Протягом професійної клубної ігрової кар'єри, що тривала 22 роки, захищав кольори команд «Баффало Сейбрс», «Гартфорд Вейлерс», «Тампа-Бей Лайтнінг», «Філадельфія Флаєрс», «Нью-Йорк Айлендерс» та «Вестра Фрелунда».
Загалом провів 786 матчів у НХЛ, включаючи 25 ігор плей-оф Кубка Стенлі.
Виступав за збірну Швеції.

## Нагороди та досягнення
Клубні
- Кубок Колдера в складі «Рочестер Американс» — 1987.
- Кубок Колдера в складі «Спрингфілд Індіанс»" — 1991.
- Чемпіон Швеції в складі «Вестра Фрелунда» — 2003.

Збірні
- Бронзовий призер чемпіонату Європи серед юнаків 1984.
- Чемпіон світу 1992.
- Срібний призер чемпіонату світу 1993.
- Бронзовий призер чемпіонату світу 1994.

## Статистика
| Сезон        | Клуб                 | Ліга         | Регулярний сезон | Регулярний сезон | Регулярний сезон | Регулярний сезон | Регулярний сезон | Плей-оф | Плей-оф | Плей-оф | Плей-оф | Плей-оф |
| Сезон        | Клуб                 | Ліга         | І                | Г                | П                | О                | ШХ               | І       | Г       | П       | О       | ШХ      |
| ------------ | -------------------- | ------------ | ---------------- | ---------------- | ---------------- | ---------------- | ---------------- | ------- | ------- | ------- | ------- | ------- |
| 1985–86      | «Рочестер Американс» | АХЛ          | 20               | 10               | 4                | 14               | 6                | —       | —       | —       | —       | —       |
| 1985–86      | «Баффало Сейбрс»     | НХЛ          | 32               | 1                | 9                | 10               | 4                | —       | —       | —       | —       | —       |
| 1986–87      | «Рочестер Американс» | АХЛ          | 42               | 6                | 20               | 26               | 14               | 9       | 1       | 2       | 3       | 2       |
| 1986–87      | «Баффало Сейбрс»     | НХЛ          | 16               | 0                | 3                | 3                | 0                | —       | —       | —       | —       | —       |
| 1987–88      | «Рочестер Американс» | АХЛ          | 35               | 12               | 24               | 36               | 16               | —       | —       | —       | —       | —       |
| 1987–88      | «Баффало Сейбрс»     | НХЛ          | 37               | 3                | 20               | 23               | 10               | 1       | 1       | 0       | 1       | 0       |
| 1988–89      | «Рочестер Американс» | АХЛ          | 56               | 18               | 33               | 51               | 12               | —       | —       | —       | —       | —       |
| 1988–89      | «Баффало Сейбрс»     | НХЛ          | 14               | 0                | 1                | 1                | 4                | —       | —       | —       | —       | —       |
| 1989–90      | «Гартфорд Вейлерс»   | НХЛ          | 50               | 13               | 24               | 37               | 6                | 5       | 0       | 3       | 3       | 2       |
| 1990–91      | «Спрингфілд Індіанс» | АХЛ          | 26               | 7                | 22               | 29               | 10               | 18      | 10      | 8       | 18      | 12      |
| 1990–91      | «Гартфорд Вейлерс»   | НХЛ          | 41               | 4                | 7                | 11               | 8                | —       | —       | —       | —       | —       |
| 1991–92      | «Гартфорд Вейлерс»   | НХЛ          | 74               | 18               | 29               | 47               | 14               | 7       | 0       | 2       | 2       | 6       |
| 1992–93      | «Тампа-Бей Лайтнінг» | НХЛ          | 77               | 16               | 11               | 27               | 14               | —       | —       | —       | —       | —       |
| 1993–94      | «Тампа-Бей Лайтнінг» | НХЛ          | 76               | 13               | 12               | 25               | 23               | —       | —       | —       | —       | —       |
| 1994–95      | «Вестра Фрелунда»    | Елітсерія    | 7                | 1                | 0                | 1                | 31               | —       | —       | —       | —       | —       |
| 1994–95      | «Тампа-Бей Лайтнінг» | НХЛ          | 36               | 4                | 7                | 11               | 4                | —       | —       | —       | —       | —       |
| 1995–96      | «Тампа-Бей Лайтнінг» | НХЛ          | 64               | 8                | 11               | 19               | 2                | 6       | 1       | 1       | 2       | 0       |
| 1996–97      | «Тампа-Бей Лайтнінг» | НХЛ          | 70               | 5                | 14               | 19               | 8                | —       | —       | —       | —       | —       |
| 1997–98      | «Тампа-Бей Лайтнінг» | НХЛ          | 72               | 6                | 11               | 17               | 29               | —       | —       | —       | —       | —       |
| 1998–99      | «Тампа-Бей Лайтнінг» | НХЛ          | 40               | 2                | 3                | 5                | 4                | —       | —       | —       | —       | —       |
| 1998—1999    | «Філадельфія Флаєрс» | НХЛ          | 7                | 0                | 1                | 1                | 0                | 6       | 0       | 1       | 1       | 2       |
| 1999–2000    | «Філадельфія Флаєрс» | НХЛ          | 36               | 2                | 3                | 5                | 0                | —       | —       | —       | —       | —       |
| 1999—2000    | «Нью-Йорк Айлендерс» | НХЛ          | 19               | 0                | 3                | 3                | 4                | —       | —       | —       | —       | —       |
| 2000–01      | «Вестра Фрелунда»    | Елітсерія    | 48               | 10               | 6                | 16               | 12               | 3       | 0       | 0       | 0       | 2       |
| 2001–02      | «Вестра Фрелунда»    | Елітсерія    | 47               | 14               | 15               | 29               | 65               | 9       | 0       | 1       | 1       | 6       |
| 2002–03      | «Вестра Фрелунда»    | Елітсерія    | 43               | 6                | 6                | 12               | 43               | 16      | 1       | 3       | 4       | 6       |
| Усього в НХЛ | Усього в НХЛ         | Усього в НХЛ | 761              | 95               | 169              | 264              | 134              | 25      | 2       | 7       | 9       | 10      |